# Estación del Fin del Mundo
Estación del Fin del Mundo es una estación de tren ubicada en las afueras de la ciudad de Ushuaia en la Provincia de Tierra del Fuego, Antártida e Islas del Atlántico Sur, Argentina. Funciona como atracción turística, ofreciendo el servicio del Tren del Fin del Mundo.
Esta estación forma parte de una de las tres estaciones que posee el Tren del Fin del Mundo. Se encuentra a la vera de la Ruta Nacional 3.
Cuenta con una boletería, boutique, salón de espera, baños, y oficinas administrativas.

## Imágenes

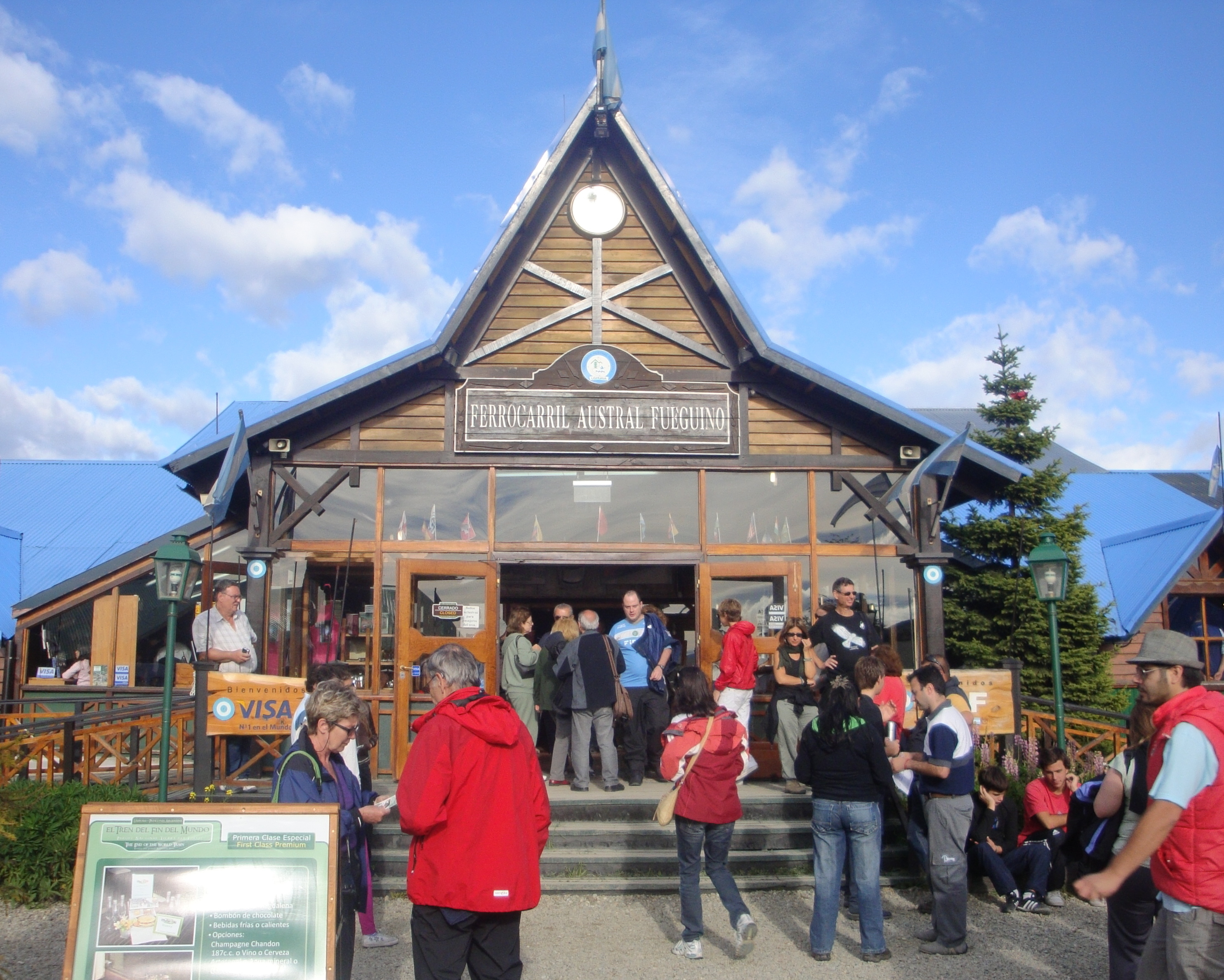
Fachada principal
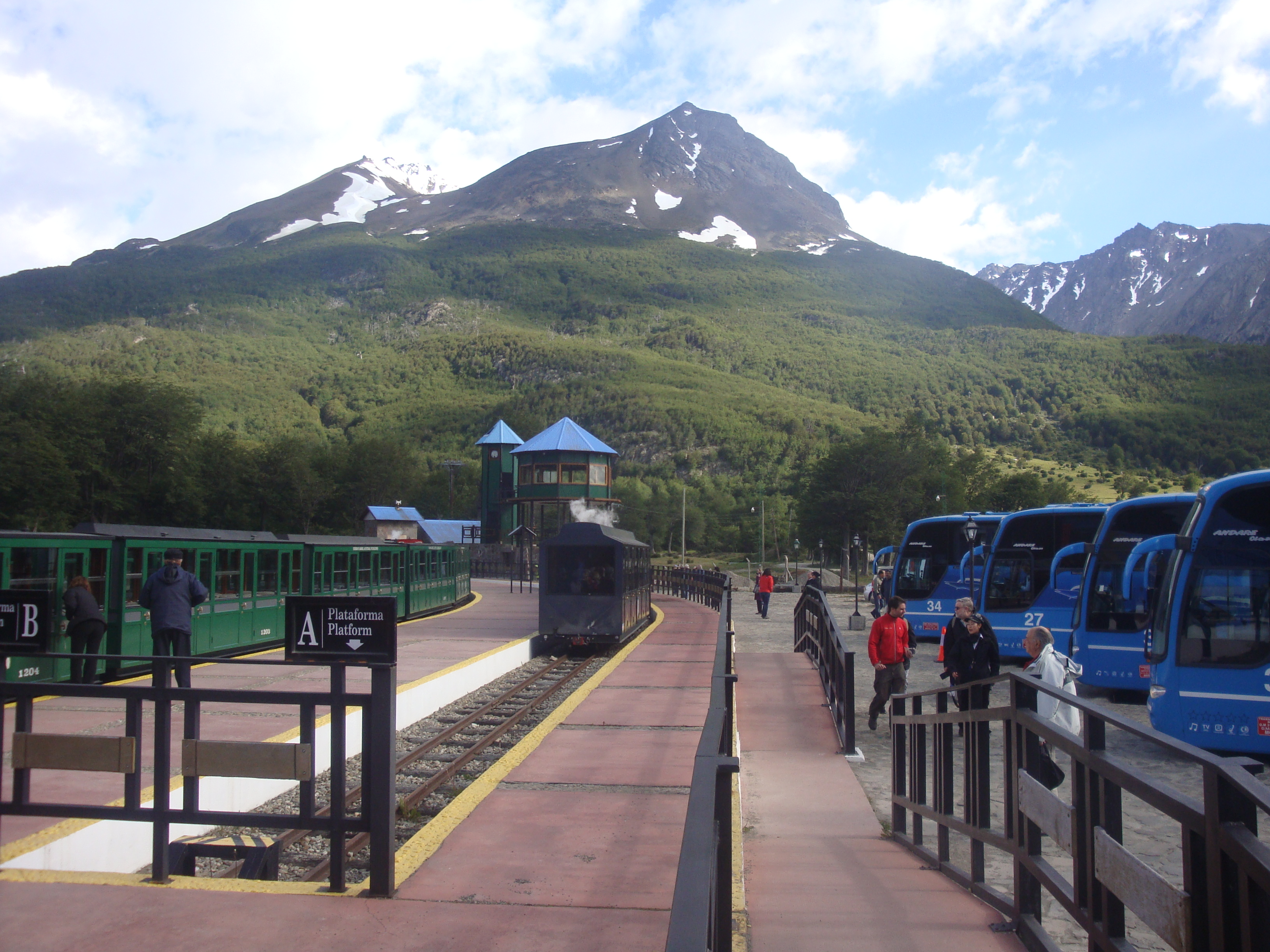
Zona de andenes
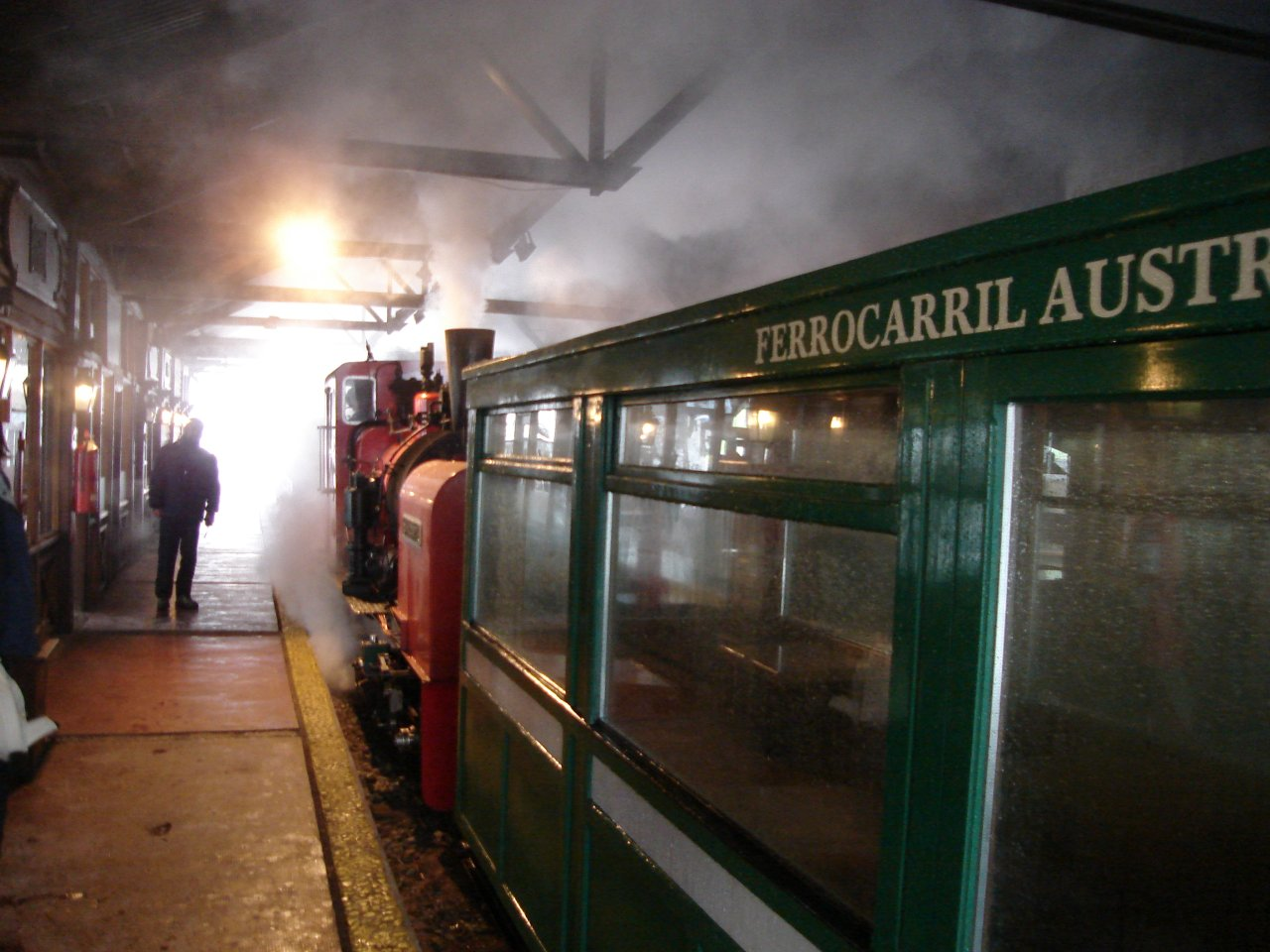
Arribando a la estación